# Lemmaphyllum microphyllum
Lemmaphyllum microphyllum là một loài thực vật có mạch trong họ Polypodiaceae. Loài này được C. Presl miêu tả khoa học đầu tiên năm 1851.

## Hình ảnh

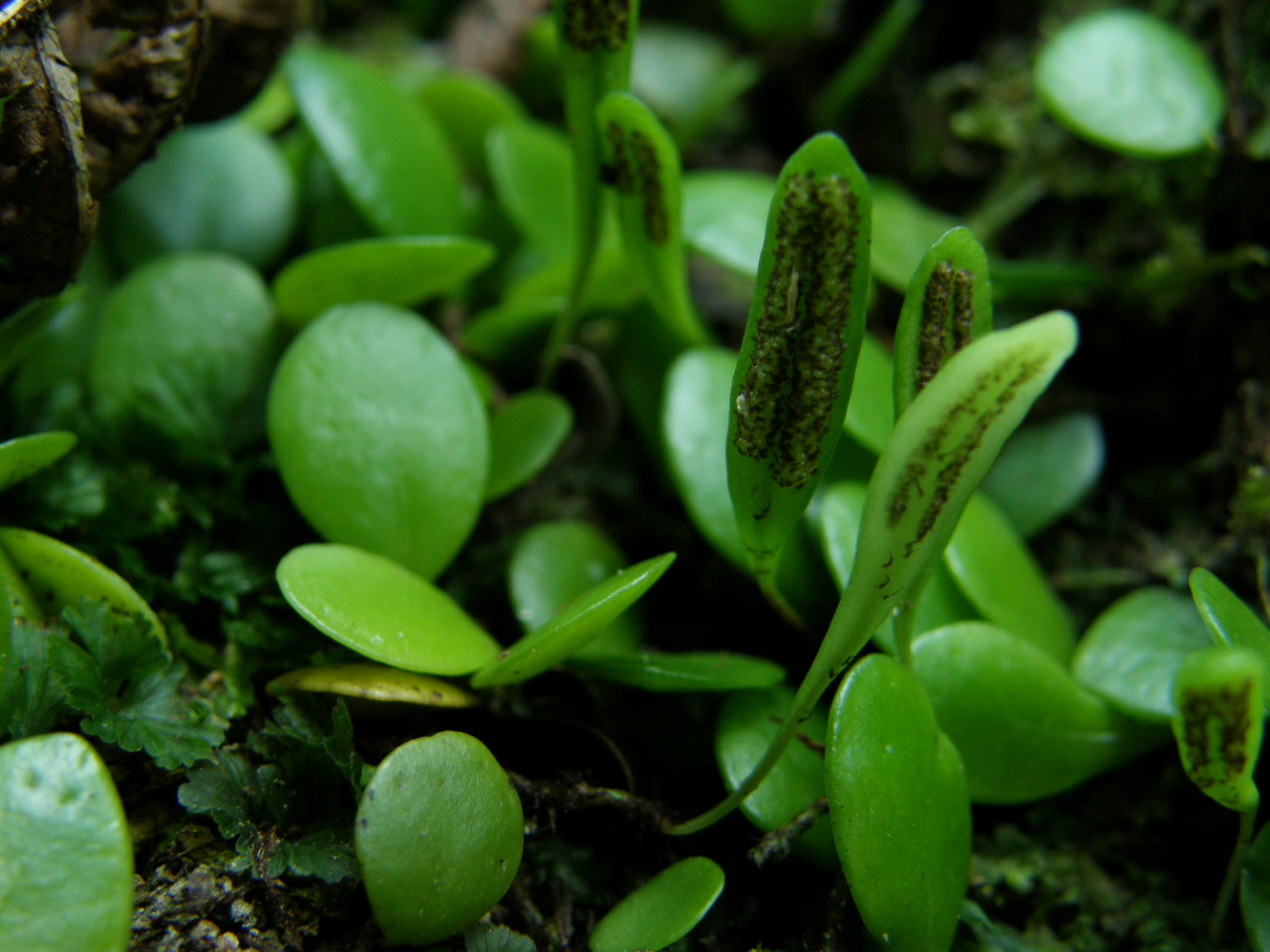
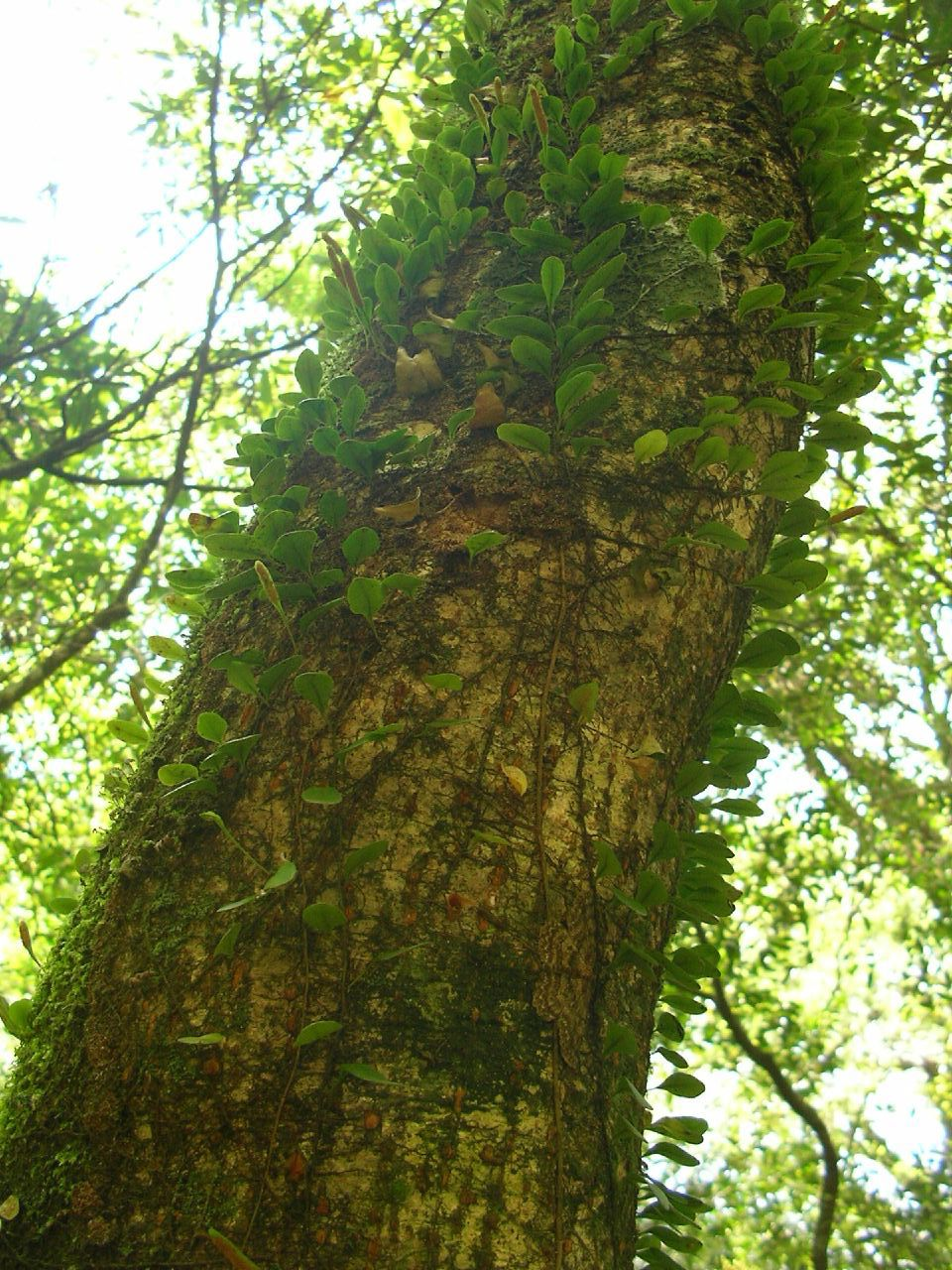
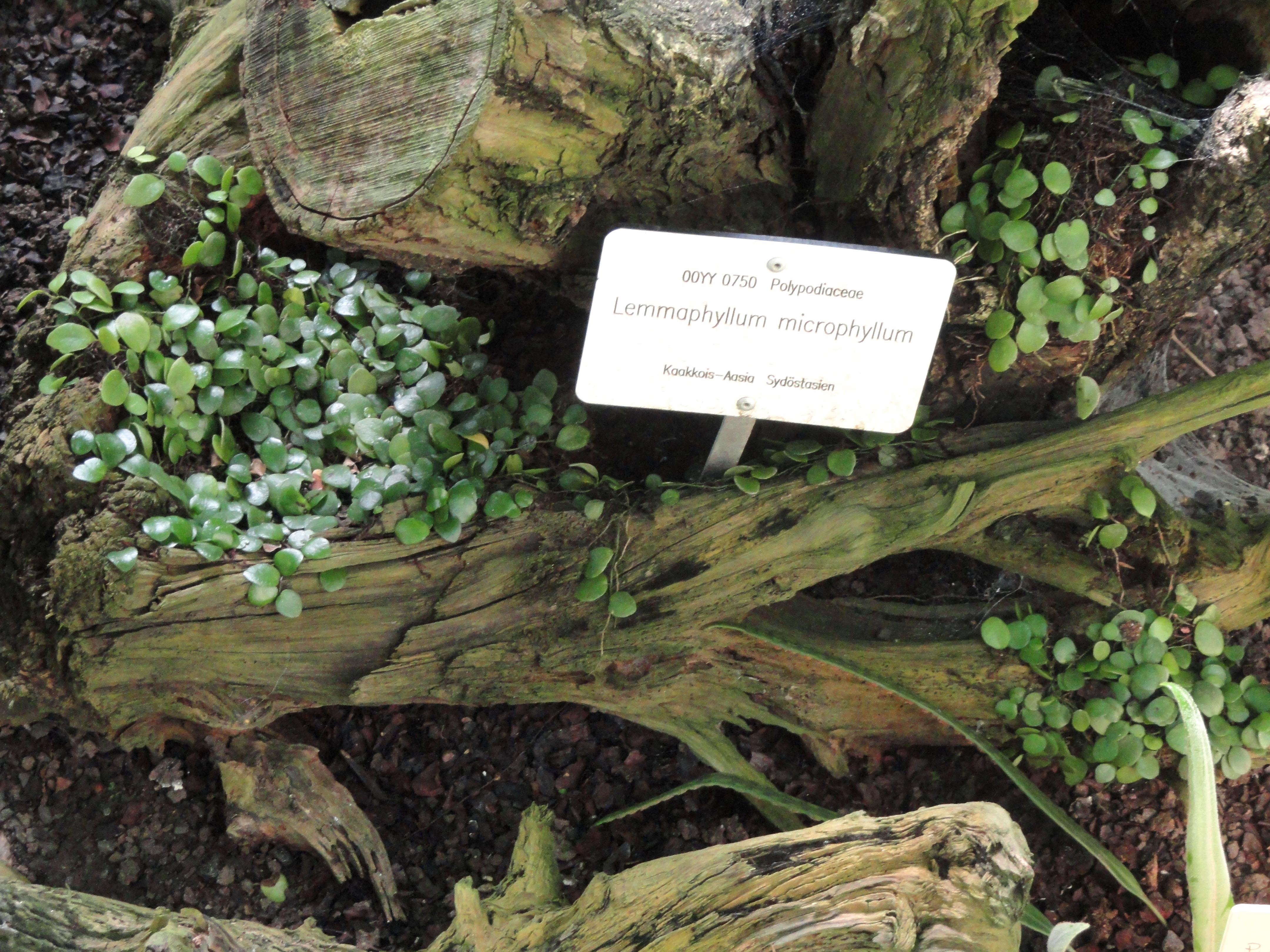